# Asthenodipsas tropidonotus
Asthenodipsas tropidonotus — вид неотруйної змії родини Pareatidae.

## Розповсюдження
Вид є ендеміком острова Суматра в Індонезії.